# Головоломка Конвея

Фрагменти головоломки Конвея

Головоломка Конвея, або «блоки в коробці» (англ. blocks-in-a-box) — це задача пакування прямокутних блоків, названа на честь її винахідника, математика Джона Конвея. У ній потрібно упакувати тринадцять блоків 1 × 2 × 4, один блок 2 × 2 × 2, один блок 1 × 2 × 2 і три блоки 1 × 1 × 3 в коробку 5 × 5 × 5.

## Розв'язок

Можливе розміщення трьох блоків 1×1×3 — вертикальний блок двома кутами торкається до кутів двох горизонтальних блоків

Розв'язання головоломки Конвея стає простим, якщо з міркувань парності зрозуміти, що три блоки 1 × 1 × 3 слід розмістити так, щоб рівно один з них з'являвся в кожній частині куба 5 × 5 × 1. Це міркування подібне тому, яке полегшує розв'язання простішої головоломки Слотобера — Граатсми .

Покрокове розв'язування головоломки Конвея